# Lily Greenham
Lily Greenham, auch Lily Pfiffer-Madsen, geboren als Lily Henriette Lax (* 4. Jänner 1924 in Wien; † 31. Oktober 2001 in London) war eine österreichisch-britische Op-Art-Künstlerin, Performerin, Komponistin und Vertreterin von Klangpoesie und Konkreter Poesie.

## Leben und Werk
Greenham wurde als einziges Kind von Rena Pfiffer-Lax (1893–1943) und Gabriel Lax (1893–1944), beide polnisch-jüdischer Abstammung, in Wien geboren. Ihre Mutter war eine bekannte Sopranistin, die in den 1920er und 1930er Jahren an der Volksoper Wien und an internationalen Opernhäusern u. a. in Dresden, Lemberg, Warschau und Budapest auftrat. Bei ihrer Mutter erhielt sie ersten Gesangsunterricht. 1929 ließen sich die Eltern scheiden, ihre Mutter heiratete 1933 den dänischen Sänger Jens Egon Christian Madsen und zog nach Kopenhagen. Lily Greenham blieb bei ihrem Vater in Wien.
Im März 1938 gehörte ihr Vater zu den ersten jüdischen Bürgern, die nach dem Anschluss Österreichs an das Deutsche Reich in Wien verhaftet und in das Konzentrationslager Dachau transportiert wurden. Greenham floh, dank der Bemühungen ihres Stiefvaters, der ein Ausreisevisum für sie erwirkt hatte, nach Kopenhagen. Ihr Vater wurde im November 1938 aus dem KZ Buchenwald entlassen und ging ins Exil nach Shanghai. Dort starb er im April 1944.
Greenhams Mutter kam im Oktober 1943 – die Deutschen hatten 1940 Dänemark besetzt – bei einem Fluchtversuch nach Schweden uns Leben. Lily Greenham selbst floh auf dramatische Weise nach Schweden und zog 1948 nach Paris, um Malerei zu studieren.
Anfang der 1950er Jahre lernte Greenham den britischen Dichter und Musiker Peter Greenham, den sie in London heiratete. 1952 kehrte sie mit ihm nach Österreich zurück, um an der Akademie für Musik und darstellende Kunst in Wien zu studieren.
Während dieser Zeit lernte sie die Wiener Gruppe um Friedrich Achleitner, H.C. Artmann, Konrad Bayer, Gerhard Rühm und Oswald Wiener kennen und mit ihr die Klang- und Lautpoesie und Konkrete Poesie. Ab den späten 1950er Jahren nahm Greenham an Konzerten zeitgenössischer Musik und an Happenings als Rezitatorin teil und interpretierte u. a. Lautgedichte von Peter Greenham, Gerhard Rühm, Friedrich Achleitner, Elena Asins, Alain Arias-Misson, Ronaldo Azeredo, Bob Cobbing, Helmut Heißenbüttel, Ernst Jandl und Pierre Garnier. Lily und Peter Greenham ließen sich 1964 scheiden.
Ab 1962 entwickelte sie, angeregt durch Kontakte mit Mitgliedern der Künstlergruppe Groupe de Recherche d’Art Visuel (GRAV) und Nouvelles Tendances, geometrisch-kinetische Op-Art-Bilder und ihre kinetischen „Leuchtkästen“. 1964 übersiedelte Greenham wieder nach Paris und nahm an mehreren richtungsweisenden Ausstellungen der Nouvelles Tendances. 1964 zeigte die Galerie Denise René in Paris Mouvement 2. 1965 war Greenham Teilnehmerin an der berühmten Ausstellung The Responsive Eye im Museum of Modern Art (MoMa) in New York, die als offizielle Geburtsstunde der Op-Art-Kunst gilt. 1967 zeigte das Musée d’art moderne de la Ville de Paris die Ausstellung Light and Movement.
1969 erhielt Lily Greenham, neben Nicolas Schoeffer und Carlos Cruz-Diez, im Rahmen eines von Frank Popper kuratierten Projektes „Art dans les rues de Paris“ den Auftrag für eine öffentliche kinetische Lichtinstallation in Montreuil.
Ab 1972 lebte sie wieder in London. Sie wandte sich von der visuellen Kunst ab und widmete sich eigenen lautpoetischen Klangexperimenten. Lily Greenham wollte nicht mehr nur Interpretin der Poesie anderer sein. 1973 prägte sie für ihr eigenes Repertoire an Laut- und Klangpoesie den Begriff der „lingual music“. Das Hauptmerkmal dieser Tonbandstücke war die Verwendung von Sprache als Grundelement. Im Gegensatz zur traditionellen „Vertonung von Wörtern“ wurde in ihrer „lingual music“ Sprache als Musik erlebbar. Greenham setzte ihre Stimme als Klangressource ein: Buchstaben, Silben, Wörter und Sätze wurden gedehnt, überlagert, wiederholt oder Beat-artig rhythmisiert. Zu ihren zukunftsweisenden Soundarbeiten zählten Relativity (1974), das im BBC Radiophonic Workshop aufgenommen wurde, und Traffic (1975), das in den Electronic Music Studios am Goldsmiths, University of London, entstanden. In Circulation (1975/76) verwendete Greenham den Sampler auf einem PDP-8 Computer, lange bevor es kommerzielle Audio-Sampler gab.
Relativity gewann 1975 einen Preis für elektroakustische Musik auf dem renommierten 5. Internationalen Festival für experimentelle Musik in Bourges.
In den 1970er und 1980er Jahren trat Greenham in Europa, Nordafrika und Nordamerika auf, wobei sie mit dem dänischen Saxophonisten John Tchicai und dem Bob Downes Open Music Trio freie Improvisationen spielte.
1976 tourte sie mit Hugh Davies und Peter Cusack durch die Niederlande. 1978 wurden auf dem Internationalen Festival für experimentelle Musik in Bourges ihre Stücke 7 Consonants in Space, Traffic und Circulation aufgeführt.
Neben ihrer eigenen Arbeit war Greenham in den 1960er und 70er Jahren an zahlreichen Aufführungen zeitgenössischer Musik beteiligt und übernahm Gesangsrollen in Werken von George Brecht, John Cage, Cornelius Cardew, Dieter Schnebel, Edgard Varèse und La Monte Young.
Greenham war Gastdozentin an einer Reihe von Hochschulen, darunter die international renommierte Barry Summer School am Glamorgan College of Education in Wales, wo sie die Kurse Fundamentals of Creativity und Colour Kinetics unterrichtete.
Ihr Archiv befindet sich heute in Goldsmiths, University of London.

## Ausstellungen (Auswahl)
- 1964: Mouvement 2. Galerie Denise René, Paris.
- 1965: The Responsive Eye. Museum of Modern Art (MoMa), New York.
- 1967: Lumière et mouvement. Musée d'Art moderne de la Ville Paris, Paris.
- 1969: Formas computables. Computer Centre, Universität Madrid.
- 1970: 35. Biennale von Venedig.
- 2007: Graz, Universalmuseum Joanneum.
- 2024: Lily Greenham – An Art of Living. Badischer Kunstverein, Karlsruhe.

## Diskografie
- international language experiments of the 50/60ies / tendentious neo-semantics 1970 (in Englisch). Auf der A-Seite der Platte liest Lily Greenham Texte von visuellen/konkreten Poeten wie Elena Asins, Ronaldo Azeredo, Ilse & Pierre Garnier, Max Bense, Gerhard Rühm und anderen. Auf der B-Seite ist Greenhams „lingual music“ zu hören. edition hoffmann, (LP) Friedberg 1970.[8]
- Tune In To Reality. Band, Edition OT, London 1974.[9]